# 신속 진단 검사
신속 진단 검사(rapid diagnostic test, RDT)는 의학 진단 검사의 하나로 빠르고 쉽게 할 수 있는 검사를 말한다.  이 검사 방법은 예방 또는 비상시 의학 스크리닝에 적합하고 제한된 공급원을 가진 의학 시설에 사용된다.  이 검사 방법은 당일 두 시간 내로 결과가 나오고 빠른 경우 20분 안에도 나온다.

## 사용 예
- 신속 항체 검사:  신속 HIV 검사,  Rapid plama reagin
- 신속 항원 검사:  신속 COVID19 검사, 신속 인플루 진단검사, 말라리아 항원 발견검사, 연쇄상구균 신속항원검사, 신속 유레이스 검사